# Política Obrera (periódico)
Política Obrera es una publicación argentina fundada en 1964 por un grupo de militantes expulsado del MIR-Praxis que dirigía Silvio Frondizi con el objetivo de «desarrollar las bases programáticas de un futuro partido político a partir de posiciones ya establecidas». Durante esta etapa funcionó como un órgano de propaganda que era distribuido en fábricas y universidades por sus militantes.
La publicación ha servido como órgano de difusión política del Partido Obrero en dos etapas. La primera entre 1975, año en que PO se funda como organización, hasta 1976, cuando fue proscripta por la dictadura cívico militar que detentó el poder desde hace año; la segunda época comienza en 2019 como fruto de la crisis política interna que sufrió el partido, siendo la publicación difundida por la Tendencia (hoy, partido Política Obrera) y conviviendo con Prensa Obrera como publicación difundida por el Comité Central de la organización.